# Nəbi Məmmədov
Nəbi Məmmədov –también escrito como Nabi Mammadov– (Jabrayil,Azerbaiyán, 7 de agosto de 1991),es un deportista azerbaiyano que compite en Sambo.

Nabi Mammadov compitió por primera vez en la categoría de peso de 100 kg en el Campeonato Mundial de Sambo en San Petersburgo, Rusia en 2013. Luego, Mammadov terminó quinto en el Campeonato Europeo de Sambo en Kazan, Rusia en 2016. Nabi Mammadov, que compitió en la categoría de peso de 98 kg en el Campeonato Europeo de Atenas, ganó una medalla de bronce.

## Palmarés internacional
| Campeanato Europeo | Campeanato Europeo | Campeanato Europeo | Campeanato Europeo |
| ------------------ | ------------------ | ------------------ | ------------------ |
| 2018               | Atenas ( Grecia)   | Medalla de bronce  | 100kg              |